# Il mondo alla roversa
Il mondo alta roversa, ossia le donne che comandano és una òpera en tres actes composta per Baldassare Galuppi sobre un llibret italià de Carlo Goldoni. S'estrenà al Teatro San Cassiano de Venècia el 14 de novembre de 1750.
El 1751 es representà al Teatre de la Santa Creu de Barcelona.